# Tour du port de Hakata

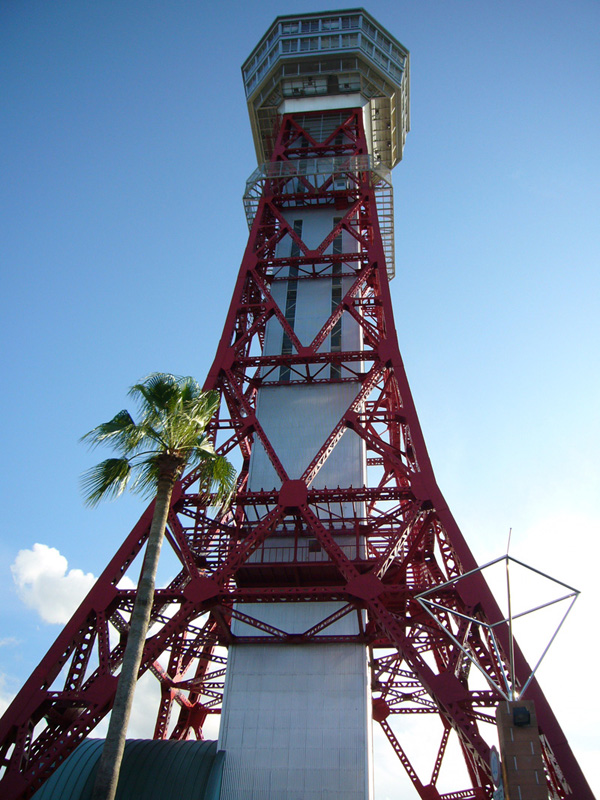
Tour du port de Hakata

La tour du port de Hakata est une tour de radio de 103 m de haut avec une terrasse d'observation à une hauteur de 73,5 m situé à Fukuoka au Japon. La tour a été achevée en 1964.

## Source
- (en) Cet article est partiellement ou en totalité issu de l’article de Wikipédia en anglais intitulé « Hakata Port Tower » (voir la liste des auteurs).